# Edwin García Pérez
Edwin García Pérez (Yambrasbamba, Amazonas, 23 de julio de 1979-Lima, 14 de julio de 2020) fue un político peruano. Fue alcalde del distrito de Santa Rosa entre 2011 y 2018 y Alcalde provincial de El Dorado desde 2019 hasta su fallecimiento en 2020 víctima de la pandemia de COVID-19.
Cursó sus estudios primarios y secundarios en su localidad natal. No cursó estudios superiores. Desde 1999 residió en el distrito de Santa Rosa en la provincia de El Dorado, departamento de San Martín.
Su primera participación política fue en las elecciones municipales del 2010 cuando se presentó como candidato fujimorista a la alcaldía del distrito de Santa Rosa por el partido Fuerza 2011 resultando elegido. Fue reelegido en las elecciones del 2014 siempre con el fujimorismo. En las elecciones municipales del 2018, ante la prohibición de reelección de las autoridades ediles, postuló a la alcaldía provincial de El Dorado por el partido Vamos Perú obteniendo la elección con el 25.833% de los votos.
Falleció el 14 de julio de 2020 en la ciudad de Lima a donde fue trasladado para ser atendido de COVID-19, falleciendo por esta enfermedad.